# Rufina Noeggerath
Rufina Noeggerath, surnommée Bonne-Maman, née le 10 octobre 1821 à Bruxelles et morte le 15 avril 1908 à Paris, est une femme de lettres, peintre, médium et philosophe spirite belge.
Son livre La Survie, sa Réalité, sa Manifestation, sa Philosophie : Échos de l'Au-delà et son salon parisien de la rue Milton font d'elle une figure importante du mouvement spirite d'Allan Kardec de la fin du XIXe siècle.
Son nom est associé à un centre spirite de Beaune (anciennement situé à Rambouillet).

## Biographie
Une jeunesse privilégiée
Rufina naît dans un milieu aisé et aimant. Elle fait ses études dans une école laïque et les termine dans une école de jeunes filles à Bonn. Ravissante et distinguée, elle est « la reine de toutes les fêtes ». De retour à Bruxelles, elle souhaite échapper à « cette vie de jeune fille toute d'activité factice ». Elle s'installe chez des amis à Anvers pour y étudier la peinture.
Un mariage de courte durée
À Bonn, Rufina aurait fait un rêve au cours duquel un bel homme l'invitait à danser. Quelques jours plus tard, pendant une fête, la scène rêvée se serait reproduite. L'homme de la vision étant Charles Nöggerath, fils ainé du géologue allemand Johann Jacob Nöggerath et étudiant en médecine à l'université de Bonn. Le 5 avril 1841, il y soutient sa thèse De Voce Lingua Respiratione Deglutione Observationes quedam.
Après un séjour aux États-Unis pour des affaires familiales, il rentre en Europe. En 1845, à Bruxelles, au centre ophtalmologique, il exerce aux côtés de l'oculiste le Dr Florent Cunier en qualité de médecin-adjoint.
Rufina qui réside alors no 6, rue des Jettons, à Bruxelles, retrouve Charles qu'elle croyait mort et ils se marient le 16 février 1846. Rufina déménage à Rolandseck, près de Bonn où son mari est directeur du centre d'hydrothérapie. Le 5 août 1847, Rufina met au monde une fille Rolanda, son unique enfant. En 1848, la famille rentre en Belgique où Charles s'installe comme médecin et oculiste à Sainte-Josse-ten-Nood.
Charles Noeggerath est un médecin brillant, ingénieux et pratique vraisemblablement le magnétisme animal et le somnambulisme magnétique. Il est doué d'une médiumnité qui lui permet de prédire la maladie et la mort des personnes même bien portantes. Dans les hôpitaux, il aurait surpris les vieux docteurs par la sûreté de ses diagnostics.
L'avant-veille de son mariage, il prédit à Rufina la date de sa propre mort, six ans plus tard, qu'il provoquera d'une balle dans la tête, le 8 mai 1852. Un journal belge le présentera ainsi : « cet acte de désespoir est dû à une maladie de langueur [dépression] dont il souffrait depuis longtemps ».
Rufina se retrouve veuve, une enfant à charge et sans fortune, ses parents ayant perdu la leur après son mariage.
Une femme de talent
Pour vivre, Rufina met ses compétences d'artiste peintre à profit en Belgique puis en France, à Paris où son atelier est situé no 25 rue du Helder.
Elle réalise surtout des portraits au pastel dont certains seront exposés en Belgique, comme à l'exposition générale des beaux-arts de Bruxelles de 1854 et 1860, au Salon d'Anvers de 1855 ou à l'Exposition nationale et triennale de Gand de 1862. En France, elle se fait connaître en exposant dès 1861 aux vitrines de la maison Giroux, au 43 boulevard des Capucines, à Paris. Marie d'Avenel décrit « un ravissant pastel » et lui reconnaît « un talent incontestable », « Madame Noeggerath est arrivée à une transparence de tons et à une vérité de coloris bien rares ». Elle exposera également au Salon des Refusés de Paris de 1863.
Elle collabore avec l'écrivain Fortunio (pseudonyme de Jean Alexandre Paul Niboyet 1825-1906), fils de la féministe Eugénie Niboyet). Un de ses portraits au pastel, photographié par Franck, illustre le livre La Lionne Amoureuse (paru en juillet 1864), un second est gravé dans La Dame de Spa (paru en mai 1874). En septembre 1864, la Société des sciences industrielles, arts et belles lettre de Paris lui décerne une médaille d'or « pour ses charmants portraits au pastel ».
Mais une maladie l'oblige à se détourner de la peinture. Elle se tourne ainsi vers l'industrie pour développer un procédé de métallisation et de durcissement des tissus. Par un procédé chimique, son système permet de « métalliser le coton et de donner aux tissus les plus fins la solidité de l'acier ». Cependant, à cause du Siège de Paris de 1870, les documents contenu dans le dossier de son brevet déposé en 1865 (modifié en 1866 et 1867, enregistré à l'INPI) disparaissent, laissant un dossier vide.
Rencontre et « conversion » au spiritisme
Ce serait à la suite du décès de son mari que Rufina aurait développée de l'intérêt pour la doctrine spirite. Bien que la date de sa « conversion » est incertaine, dans une interview accordée au journal Le Matin (1908), elle se dit « touchée par la révélation » au cours de l'année 1868. Avec des premières expériences qui auraient été décevantes, c'est empreinte de scepticisme qu'elle y serait revenue avant de devenir une spirite convaincue. Grâce à un grand médium et une amie, elle aurait acquise la certitude des vies successives et la possibilité de communiquer avec des désincarnés [les défunts].
Dans cette même interview, elle manifeste sa « foi intégrale » en déclarant : « Devant la science, devant les hommes, j'affirme que nous sommes en communion directe avec ceux que nous appelons les défunts, j'affirme que nous ne sommes qu'un instant d'une vie éternelle qui s'épanouit dans une lumière toujours plus pure. Je l'affirmerais sur le bûcher. »
En février 1879, sa présence est enregistrée durant une séance médiumnique de la Société Scientifique d’Études Psychologiques, alors présidée par l'affichiste Hugo d'Alesi. Elle en devient membre en 1881. En 1883, son nom figure parmi ceux des souscripteurs pour la fondation de l'Union Spirite Française.
Un ouvrage et un salon

La Survie, de Rufina Noeggerath, illustré par Hugo d'Alesi

En 1897, Rufina publie un recueil de communication avec les Esprits, La Survie, sa Réalité, sa Manifestation, sa Philosophie : Échos de l'Au-delà, qui constitue « une synthèse de vingt-cinq ans d'observations continues du phénomène médianimique ». Camille Flammarion, en rédige la préface, Hugo d'Alesi, peintre et affichiste vedette de la P.L.M., se charge de l'illustration. Les critiques de cet ouvrage qui paraissent dans la presse permettent au grand public de découvrir le salon spirite de celle qui est alors surnommée « Bonne Maman ».
Ce salon est situé au no 22 rue Milton, dans le 9e arrondissement de Paris. Charmant, orné de peintures, de gravures, de dessins médiumniques, il est ouvert à tous ceux qui s’intéressent aux études psychiques et aux manifestations des puissances invisibles. S'y retrouvent des hommes ou des femmes, de toutes classes sociales, des artistes, des écrivains, des savants, des philosophes, des journalistes.
« Dans son petit salon de philosophe et d'artiste pénétrèrent Anatole France, l'admirable écrivain et des savants tels qu'Ochorowicz et Duclaux, directeur de l'Institut Pasteur . C'est là qu'aimaient à aller se retremper tous les militants du spiritisme et du spiritualisme. Outre ceux qui furent plus spécialement ses compagnons de lutte, tels que Camille Chaigneau, le grand peintre et médium Hugo d'Alési, M. et Mme P.-G. Leymarie et le Dr Chazarain, nous citerons au hasard de la plume et regrettant de ne pouvoir tous les nommer, parmi les dévoués et fidèles : Charles Lomon, Camille Flammarion, le colonel Albert de Rochas d'Aiglun, Léon Denis, Gabriel Delanne, Albin Valabrègue, le général Amade, le commandant Mantin (Léopold Dauvil), Ed. Grimard, le commandant Béra, Papus, Beaudelot, directeur du Spiritisme moderne, le général Fix [pseudo de Henri Constant], le prince Wisznewski et la princesse Wisznewska, présidente de l'Alliance universelle des femmes pour la paix, le baron de Longueval, le baron et la baronne de Wateville, Mmes C. Flammarion, de Laversay, Lamoureux, Sorgue, la socialiste généreuse et vaillantes, Lalot, fondatrice de l'Œuvre des loyers, Marya Chéliga, Thecla de la Fronde, Malet, de Komar, Mlle Anatole de la Forge, Carré, Désormeaux, MM. David, directeur des Gobelins, le savant chimiste, élève, ami et successeur du célèbre Chevreul, le Dr Broussay, les peintres Mattig et Brown [Léopold Braun]; Desmoulin, le graveur bien connu, Jacques Brieu, Georges Malet, de la Gazette de France, Pablo, le poète Julien Larroche, J. Van-Driesten, Davrigny, et combien d'autres ... »
— ALGOL, « Rufina Noeggerath : Sa vie et son oeuvre », La Revue Spirite,‎ 1er août 1908, p. 450
Le salon est aussi un lieu de prières, de refuge et d'accueil bienveillant pour les médiums, de consolation et d'espérance pour les malheureux en quête de soutien et de paroles réconfortantes et où Rufina diffuse le spiritisme. Tout comme Jésus Christ qu'elle prend pour exemple, elle prêche la bonté et l'amour : « ce Jésus apôtre d'amour, personnification de la fraternité et de ce que le monde vit jamais de plus pur, de plus beau, de plus grand », « l'homme qui possédait toutes les médiumnités et qui régnait par le rayonnement de la Bonté et de l'Amour ».

En cohérence avec ses convictions, elle s'insurge ouvertement contre l'antisémitisme qui croît en cette fin de siècle : 
« L'antisémitisme, ainsi que toute autre guerre de race, de religion, de chasse à l'homme en un mot, est un reste de bestialité d'une humanité primitive. »
— Rufina Noeggerath, « Question de race », L'Humanité Intégrale,‎ 1er mars 1897, p. 49 
Elle soutient l'Alliance universelle des femmes pour la paix, fondée et présidée par la Princesse Wisznewska, vice présidée par l'épouse de Camille Flammarion :
« C'est aux femmes surtout qu'appartient la tâche sublime de régénérer l'humanité par l'éducation qu'elles donneront à leurs enfants. Les mères inspireront à leurs fils d'autres attraits, dans leurs jeux, que ceux de s'affubler d'uniformes; d'agiter des drapeaux qui invitent au carnage [...] L'amour est plus fort que la haine. »
— Rufina Noeggerath, « Ligue des femmes pour le désarmement international », L'Humanité Intégrale,‎ 1er janvier 1898, p. 12 
« Joignez-vous à nous femmes qui aimez... Votre empire est sans limites. L'arme la plus puissante, c'est l'amour. »
— Rufina Noeggerath, « Le désarmement et la ligue des femmes pour le désarmement international », L’Étendard,‎ 1er octobre 1898, p. 4 
Le salon de la rue Milton est surtout le lieu de séances d'expérimentations dont l'objectif est de confirmer, de prouver la réalité de l'existence d'un au-delà. Lors des séances, les preuves de cette réalité se caractérisent par des phénomènes particuliers : voix, déplacements d'objets (mouvement de table ou de chaises), fluides lumineux, pluies de fleurs ou voiles voltigeants.
Pour que les savants puissent prouver de manière scientifique la réalité d'un au-delà, les faits rapportés doivent être sérieux, exempts de toute tentative ou supposition de tricherie. Rufina choisit donc avec attention les médiums et expérimentateurs « des plus recommandables et d'une honorabilité parfaite » et des contrôles sont effectués en amont et devant témoins. La pièce est particulièrement bien éclairée, les tentures, la table et le médium sont inspectés. Le traitement qui lui est réservé est rigoureux : déshabillé, vêtements enfermés, revêtu d'un léger peignoir (également examiné et appartenant à la maîtresse de maison), conduit dans une cage de fer cadenassée, parfois garrotté dans un fauteuil dont les liens sont plombés près de la chair, enfermé sur une chaise clouée dans un sac d'étoffe noir, spécialement fabriqué pour les expérimentateurs, avec six cadenas fermés.

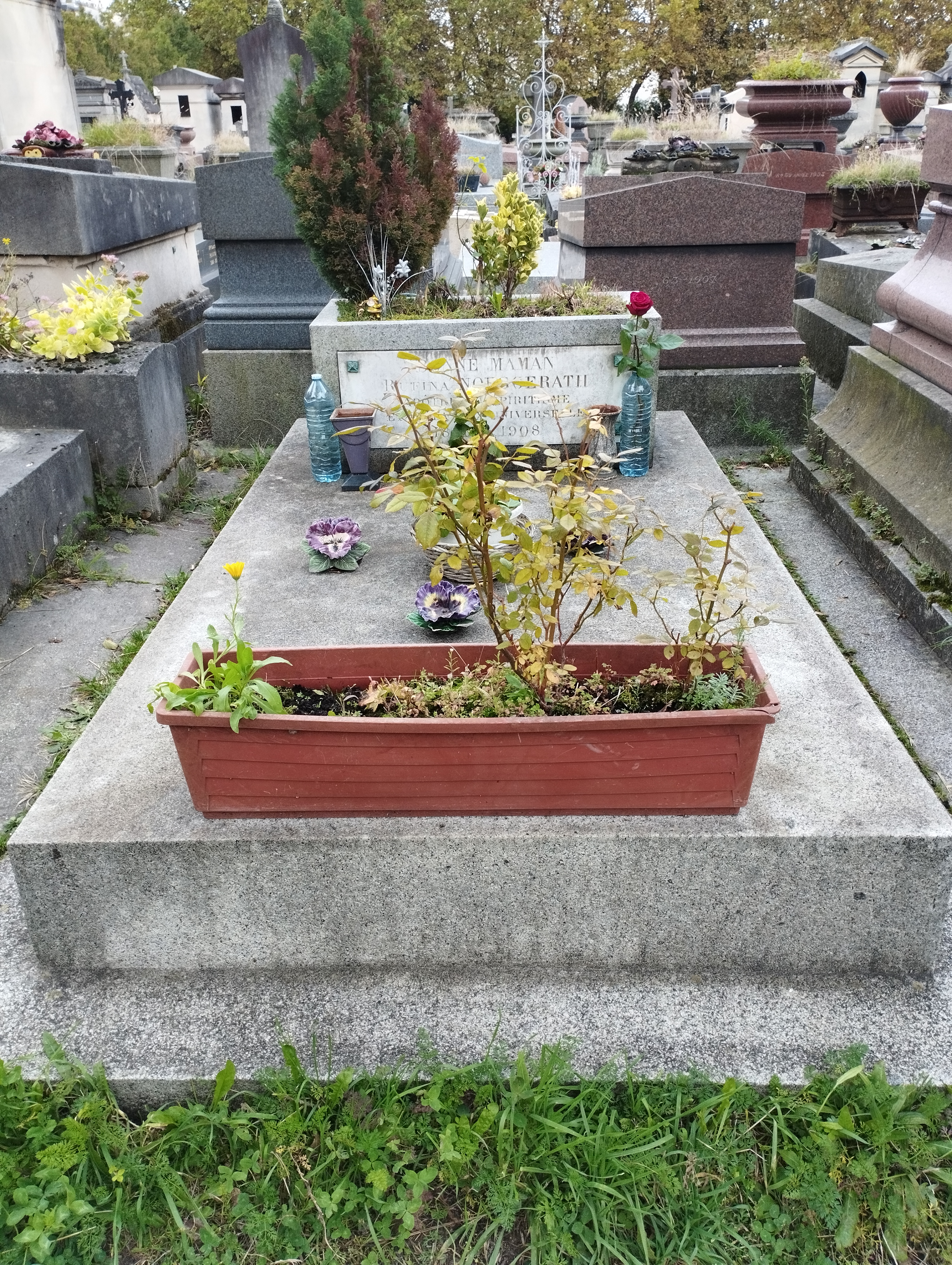
Tombe de Ruffina Noeggerath au cimetière du Père-Lachaise (division 94).

En 1904, Rufina Noeggerath est présidente d'honneur de l'Alliance Spirite Universelle (fondée à Genève par Albin Valabrègue) et en 1906, du Cercle Allan Kardec (créé par Paul Mantin) aux côtés de Léon Denis et d'Albert de Rochas d'Aiglun.
La consécration de ces années dévouées à la cause spirite arrive en mars 1908 quand le journal Le Matin, dans son enquête sur « le Grand Doute », lui dédie un article. La doyenne des spirites pour qui « la mort n'existe pas. Tout n'est qu'évolution et effort vers la lumière, vers la liberté », s'éteint le 15 avril. C'est dans le même journal que le lendemain, un article écrit par Léon Denis lui ait consacré.
Elle est inhumée le 18 avril au cimetière du Père-Lachaise (division 94).

## La Survie
La survie, sa réalité, sa manifestation, sa philosophie est le titre du principal ouvrage de Rufina Noeggerath. Dans ce recueil de communications, elle relate un certain nombre d'expériences qu'elle a menées avec le poète et écrivain Camille Chaigneau.
Aux côtés de Christianisme et spiritisme écrit par Léon Denis, l'autrice développe un ouvrage théorique, disant vouloir actualiser Le Livre des Esprits de Kardec. Elle met l'accent sur la nécessité de l'amour et de la fraternité entre les hommes ainsi que sur le rôle du guide des médium — « chaque médium a un invisible qui l'assiste plus particulièrement », dit-elle.
Ses réflexions sont jointes à des communications obtenues par des Esprits, qu'elle qualifie comme étant des « extra-terriens », et par des êtres « d'outre-terre » (des extraterrestres). Elles sont obtenues au moyen d'un médium qui reçoit les messages  « [des] visiteurs d’outre terre » par l'entremise d'un « Esprit directeur » entre lui et le médium.

## Œuvres
Littéraires
- La survie, sa réalité, sa manifestation, sa philosophie : Échos de l'au-delà, Paris, P. Leymarie Libraire-Éditeur, 1897
- Hymne à la mort, poème, paru dans La Revue Spirite du 1er septembre 1900 p. 544
- Le spiritisme est une loi naturelle, Paris, P. Leymarie Libraire-Éditeur, 1906 (lire en ligne )Légèrement modifiée, cette brochure sera intégrée à la réédition de La Survie (1907) dans le chapitre CONCLUSION
- La survie, sa réalité, sa manifestation, sa philosophie : Échos de l'au-delà, Paris, P. Leymarie Libraire-Éditeur, 1907 (lire en ligne ).

Musicales médiumniques
- 1883, trois romances, obtenues par Rufina Noeggerath, médium, musicien et compositeur[40], éditées à Bruxelles chez Schott Frères Éditeurs sous le pseudonyme R. Noghi.

- Au Revoir, dédiée à Karl, Jacques et Marie, illustrée par F. Hugo d'Alési
- Deux Mélodies, l'Adieu dédiée à Luigi Spès et la Résignation dédiée à Madame Marie de Lamaze, illustrée par F. Hugo d'Alési
- Le Dernier Sommeil
- 1896, Un Air d'Outre Tombe[41], mélodie posthume d'Offenbach, obtenue médianimiquement par Rufina Noeggerath, en présence d'un neveu d'Offenbach, les paroles proviennent d'un poème médiumnique écrit par Marie d'A. (Marie de Peralta), compagne d'Hugo d'Alési.